# Tas-Salvatur
Tas-Salvatur (także Tas Salvatur, Tal-Merżuq) – wzgórze na Malcie, w gminie Żebbuġ, na wyspie Gozo. Ma wysokość  96 m n.p.m. (około 320 stóp) i jest w kształcie stożka. Na jego szczycie stoi statua Jezusa Chrystusa, a nazwa Tas-Salvatur do niej nawiązuje.

## Statua

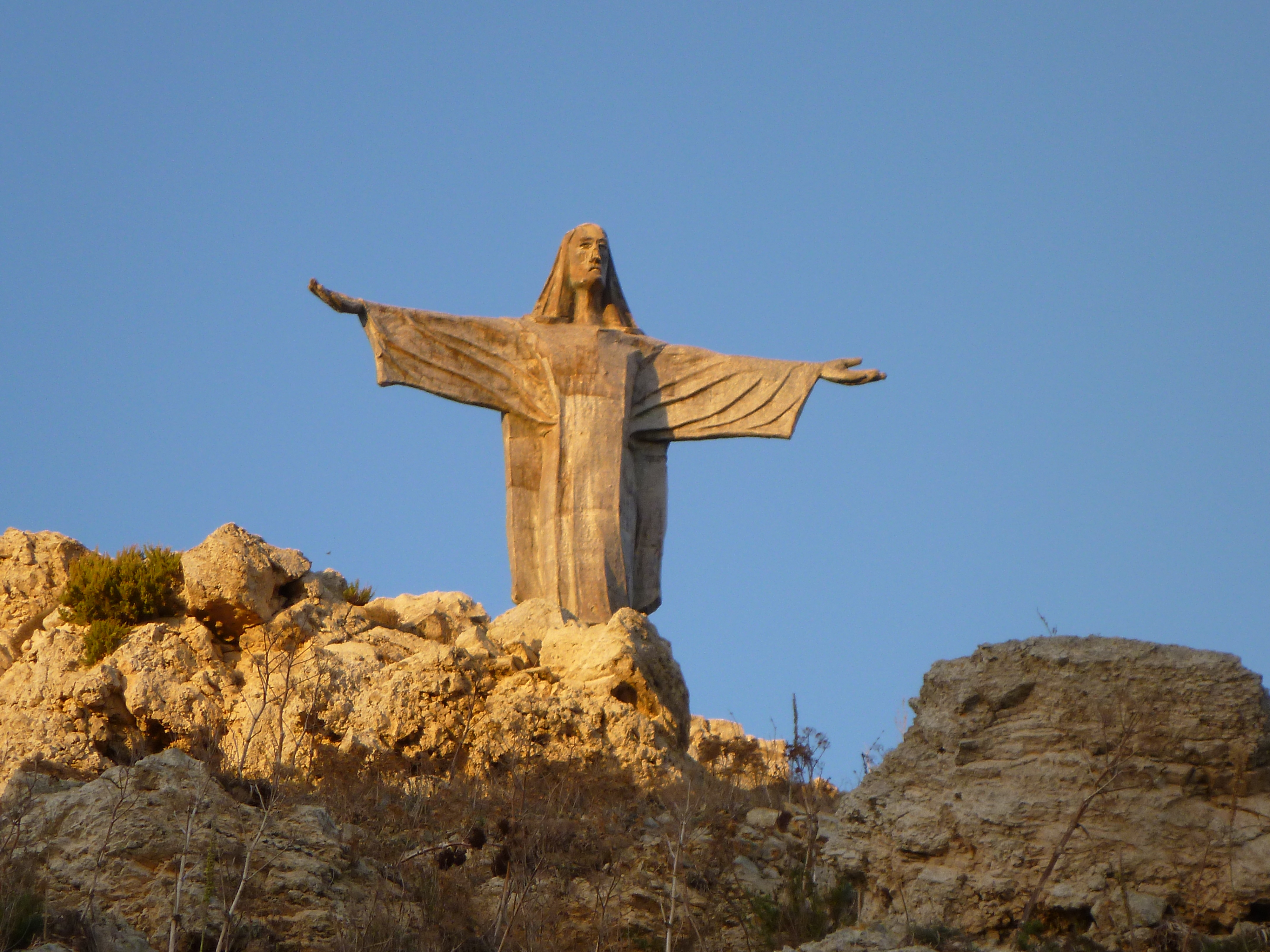
Statua Jezusa Chrystusa na szczycie wzgórza

Historycznie na szczycie istniał drewniany krzyż. Pierwotny posąg został umieszczony na wzgórzu w 1904 roku i poświęcony Jezusowi Odkupicielowi. Odtąd wzgórze stało się powszechnie znane jako „Tas-Salvatur”, co oznacza Zbawiciela/Odkupiciela. Rzeźba nie była odporna na czynniki atmosferyczne i musiała zostać zastąpiona w latach sześćdziesiątych. Następny posąg został uszkodzony podczas burzy. Dzisiejsza rzeźba, zbudowana w latach 70. XX wieku, jest wykonana z betonu i jest odporna na warunki atmosferyczne. Jest to mniejsza kopia posągu Chrystusa Odkupiciela w Rio de Janeiro w Brazylii.
Wysokość pomnika wynosi 12 metrów. Postać Jezusa jest skierowana twarzą w kierunku centrum wyspy Gozo – Rabatu (Victorii).

## Legendy
Z miejscem związana jest popularna legenda oraz mit religijny. Zgodnie z tradycją, w dawnych czasach nad wzgórzem widziany był dym wychodzący do góry, co doprowadziło mieszkańców do przekonania, że w rzeczywistości jest to wulkan. Geologowie odrzucili jednak taką ideę. Inna legenda mówi, że po tym jak Bóg ukarał ludzi Gozo i pogrążył wyspę w ciemności na trzy doby, to właśnie z góry wyłonił się pierwszy promień światła (merżuq, stąd nazwa Tal-Merżuq), który ponownie oświetlił okolice.